# Aizu Yaichi
Aizu Yaichi (jap. 会津 八一, Kyūjitai 會津 八一; * 1. August 1881; † 21. November 1956) war ein japanischer Literaturhistoriker und Lyriker.

## Leben
Aizu wurde in Niigata geboren und wuchs dort auf. Schon als Schüler beschäftigte er sich mit dem Man’yōshū. Nach dem Abschluss der Oberschule ging er nach Tokio.
Aizu schloss sein Studium an der Waseda-Universität mit einer Arbeit über den englischen Romantiker John Keats ab. Ab 1913 gab er hier Vorlesungen über die Lyrik Keats’ und klassische griechische Dichtung. Seit Anfang der 1920er Jahre befasste er sich zudem mit der Literaturgeschichte der Nara-Zeit. Er gründete 1920 die Japanische Griechenlandgesellschaft (Nihon Girischa Gakkai) und 1923 eine Gesellschaft zur Erforschung der Nara-Kunst (Nara Bijutsu Kenkyū Kai).
Nach 1926 lehrte er östliche Kunstgeschichte an seiner Alma Mater.
Daneben trat Aizu als Autor antikisierender Tanka-Gedichte hervor. Seine bekannteste Gedichtsammlung erschien 1924 unter dem Titel Nankyō shinshō, weitere Werke waren u. a. Rokumeishū (1940) und Shūsho Dōjin no shō. Für Aizu Yaichi zenkashū erhielt er 1951 den Yomiuri-Literaturpreis. Im selben Jahr wurde er auch Ehrenbürger der Stadt Niigata. Sein Gesamtwerk wurde in neun Bänden veröffentlicht.

### Die Pilger-Teller

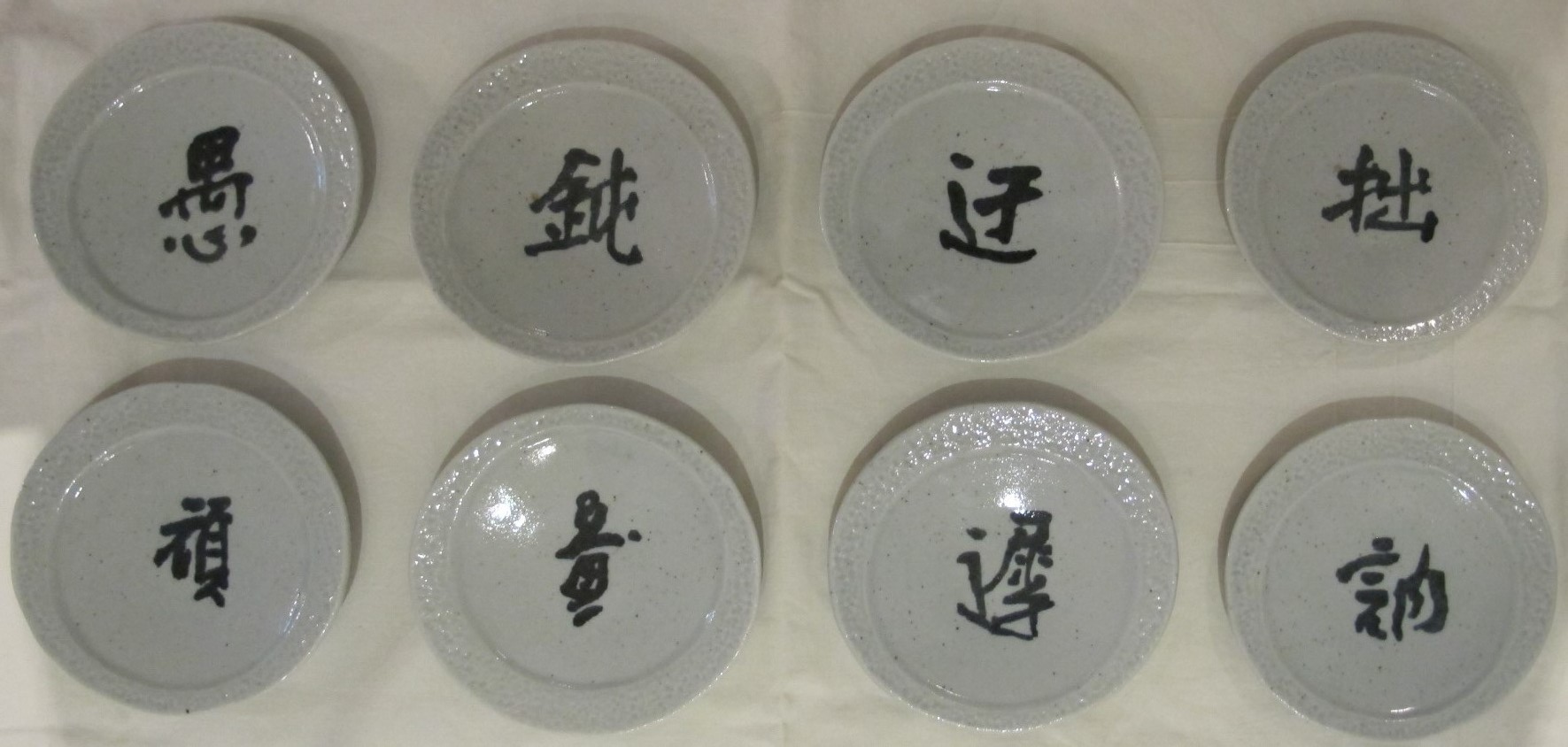
Pilger-Teller mit Schriftzeichen von Aizu

Aizu schrieb einen Satz von acht Zeichen, die daran erinnern sollen, was der Pilger (auf dem Lebensweg) vermeiden sollte:

Obere Reihe von links nach rechts: 愚 (oroka) = töricht,　純 (nibui) = träge, 迀 (utoi) = ahnungslos, 拙 (tsutanai) = unbeholfen,
untere Reihe von links nach rechts: 頑 (katakuna) = eigensinnig, 魯 (manuke) = trottelig,　遅 (guzu) = mürrisch,　訥 (yodomu) = stockend.